# 沒有顏色的花
〈沒有顏色的花〉（日语：／ Naniirodemonai Hana */?）是日裔美籍創作歌手宇多田光的數碼單曲，於2024年2月12日由日本索尼音樂娛樂旗下廠牌史詩唱片發行。

## 歌曲列表
| 線上下載 串流媒體 | 線上下載 串流媒體              | 線上下載 串流媒體 |
| 曲序              | 曲目                           | 时长              |
| ----------------- | ------------------------------ | ----------------- |
| 1.                | 沒有顏色的花（何色でもない花） | 4:04              |

## 製作名單
資料來自《SCIENCE FICTION》的專輯註釋
錄音室
- 艾比路錄音室（倫敦） – 弦樂錄製、聲樂錄製
- 皮爾斯之房（倫敦） – 電貝斯錄製、附加聲樂錄製、混音

參與人員
- 宇多田光 – 詞曲創作、製作、全聲樂、鍵盤與編程
- A.G.庫克 – 製作、編程
- 史蒂夫·菲茨莫里斯（英语：Steve Fitzmaurice） – 弦樂錄製、電貝斯錄製、附加聲樂錄製、混音
- 齊藤祐也 – 聲樂錄製
- 喬迪·米利納 – 電貝斯
- 西門·海爾 – 弦樂編排
- 艾弗頓·尼爾森 – 弦樂首席

## 榜單排名
| 週榜單（2024年）                 | 最高 位置 |
| -------------------------------- | --------- |
| 日本（Oricon單曲下載排行榜）     | 2         |
| 日本（Oricon單曲串流排行榜）     | 27        |
| 日本（Oricon單曲合算排行榜）     | 20        |
| 日本（《告示牌》百大單曲榜）     | 4         |
| 日本（《告示牌》歌曲下載排行榜） | 2         |
| 日本（《告示牌》歌曲串流排行榜） | 40        |
| 台灣（HITO日亞排行榜）           | 1         |